# Szuwajhat al-Bu Isa
Szuwajhat al-Bu Isa (arab. شويحة البو عيسى) – wieś w Syrii, w muhafazie Aleppo, w dystrykcie Dżabal Siman. W 2004 roku liczyła 425 mieszkańców.